# Clásica San Sebastián 1986
De Clásica San Sebastián 1986 is de 6e editie van de wielerklassieker Clásica San Sebastián en werd verreden op 12 augustus 1986. Iñaki Gastón kwam na 244 kilometer als winnaar over de streep. 

## Uitslag
| Plaats  | Naam                   | Ploeg                | Tijd     |
| ------- | ---------------------- | -------------------- | -------- |
| Winnaar | Iñaki Gastón           | KAS                  | 5’53’43” |
| 2       | Marino Lejarreta       | Seat-Orbea           | z.t.     |
| 3       | Juan Fernández Martín  | Zor-BH               | +43’’    |
| 4       | Federico Echave        | Teka                 | z.t.     |
| 5       | Vicente Belda          | Kelme                | +3’59’’  |
| 6       | Acácio da Silva        | KAS                  | z.t.     |
| 7       | Ludo Peeters           | Kwantum-Decosol-Yoko | z.t.     |
| 8       | Carlos Hernández Bailo | Reynolds             | z.t.     |
| 9       | Jokin Mújika           | Seat-Orbea           | z.t.     |
| 10      | Anselmo Fuerte         | Zor-BH               | z.t.     |

1981 · 1982 · 1983 · 1984 · 1985 · 1986 · 1987 · 1988 · 1989 · 1990 · 1991 · 1992 · 1993 · 1994 · 1995 · 1996 · 1997 · 1998 · 1999 · 2000 · 2001 · 2002 · 2003 · 2004 · 2005 · 2006 · 2007 · 2008 · 2009 · 2010 · 2011 · 2012 · 2013 · 2014 · 2015 · 2016 · 2017 · 2018 · 2019 · 2020 · 2021 · 2022 · 2023 · 2024